# Tempodrom
Tempodrom – hala sportowo-widowiskowa w Berlinie. Została otwarta w 1980 obok Muru Berlińskiego na zachód od Placu Poczdamskiego, pokryta dużym namiotem cyrkowym. Obecnie mieści się w dzielnicy Kreuzberg.

## Początki
Niejaka Irene Moessinger została właśnie pielęgniarką, kiedy otrzymała 800,000 marek niemieckich w spadku po ojcu. Zainwestowała je w namiot cyrkowy. Już rok później interes chylił się ku bankructwu, uratowała go dotacja od władz miasta.
W 1985 hala została przeniesiona obok Tiergarten i zaproponowano budowę obecnego budynku.

## Lokalizacja
W 2001 zakończyły się przenosiny hali w miejsce po dawnym Berlin Anhalter Bahnhof, zburzonym w 1960. Większa hala mieści 3,800 gości, mniejsza: 400. Budynek kosztował 34 mln euro, ponad dwa razy więcej niż planowano.

## Wykorzystanie
W hali odbywa się m.in. coroczny turniej snookera German Masters.